# راس پاورز
راس پاورز (انگلیسی: Ross Powers؛ زادهٔ ۱۰ فوریهٔ ۱۹۷۹) اسنوبردسوار اهل ایالات متحده آمریکا بود.
وی در مسابقات کشوری و بین‌المللی در مجموع برندهٔ ۲ مدال طلا، ۱ مدال نقره، ۱ مدال برنز شده‌است.